# Tondo

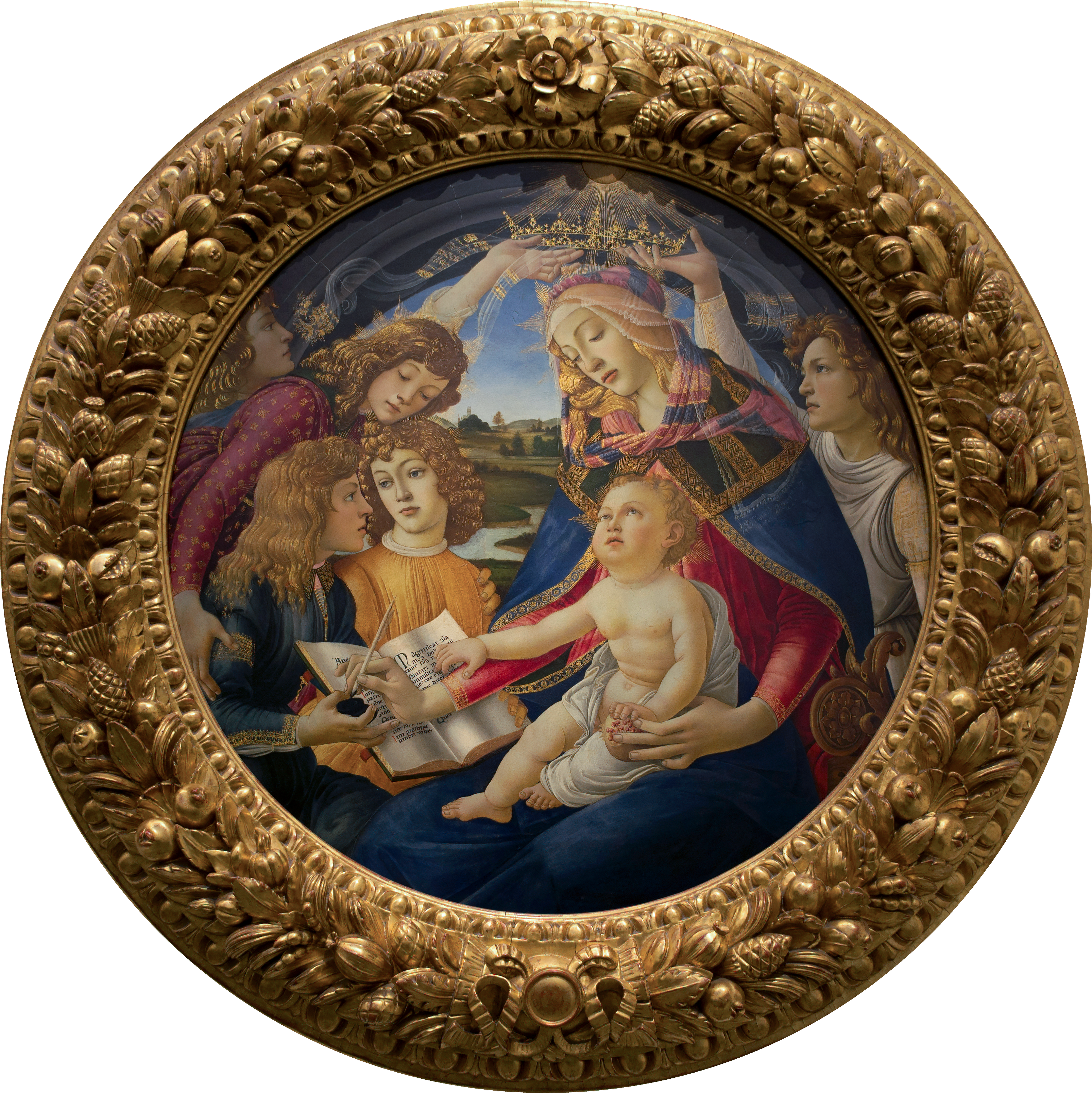
Verge del Magníficat, un tondo de Botticelli

El tondo és una composició pictòrica que està realitzada en forma de disc, i no en rectangle, com és tradicional. El terme prové de l'italià rotondo, rodó.
Els tondi (en plural) van ser creats en l'antiguitat, per exemple abunda en la ceràmica grega de figures vermelles, sobretot en el fons de les copes kílix. Es conserva una d'aquestes copes amb el retrat de Menandre d'Atenes, comediògraf grec del segle iv aC, emmarcat en una composició circular. Però és durant el Renaixement quan en coneix l'apogeu, en voga des que els pintors italians el reintrodueixen, en redescobrir sobretot la imago clipeata romana.
En el segle xvi, l'estil pictòric de l'istoriato per a la decoració de majòlica va ser aplicat a grans peces ceràmiques circulars. Andrea della Robbia i altres membres de la seva família van crear tondi de terracota vítria, que sovint estaven emmarcats dintre d'una corona de fruites i fulles, que s'encastaven en parets estucades. Igualment, a partir del Renaixement, és utilitzat com a element arquitectònic.
En l'Spedale degli Innocenti de Florència, orfanat dissenyat per l'arquitecte Filippo Brunelleschi entre 1421 i 1424, Andrea della Robbia es va encarregar (c. 1490) dels tondi de terracota vítria, amb nadons en bolquers sobre discos de color blau clar, per a ser col·locats en els arcs, damunt de cada columna.
Originalment concebuts per Brunelleschi de color blanc, subsisteixen alguns tondos originals, però uns altres són còpies del segle xix. El tondo es va posar de moda en el segle XV a Florència, amb Botticelli, qui va pintar diverses Madonnas com la Verge del Magníficat, i escenes narratives. Michelangelo Buonarroti va emprar tondos circulars en diverses composicions, pintades i esculpides, com el Tondo Taddei o el Tondo Doni en la Galeria Uffizi.

## Simbolisme
El cercle, l'esfera i el disc remeten a la idea de perfecció (vegeu quadratura del cercle).

## Ocupació
Situat als sostres, el tondo està associat sovint a tipus de pintures al·legòriques anomenades Apoteosi, que serveixen per a deïficar els poderosos representant-los en l'aire. Són més aviat decoracions de la grandària dels frescos murals i no tant dels quadres rodons.

## Galeria

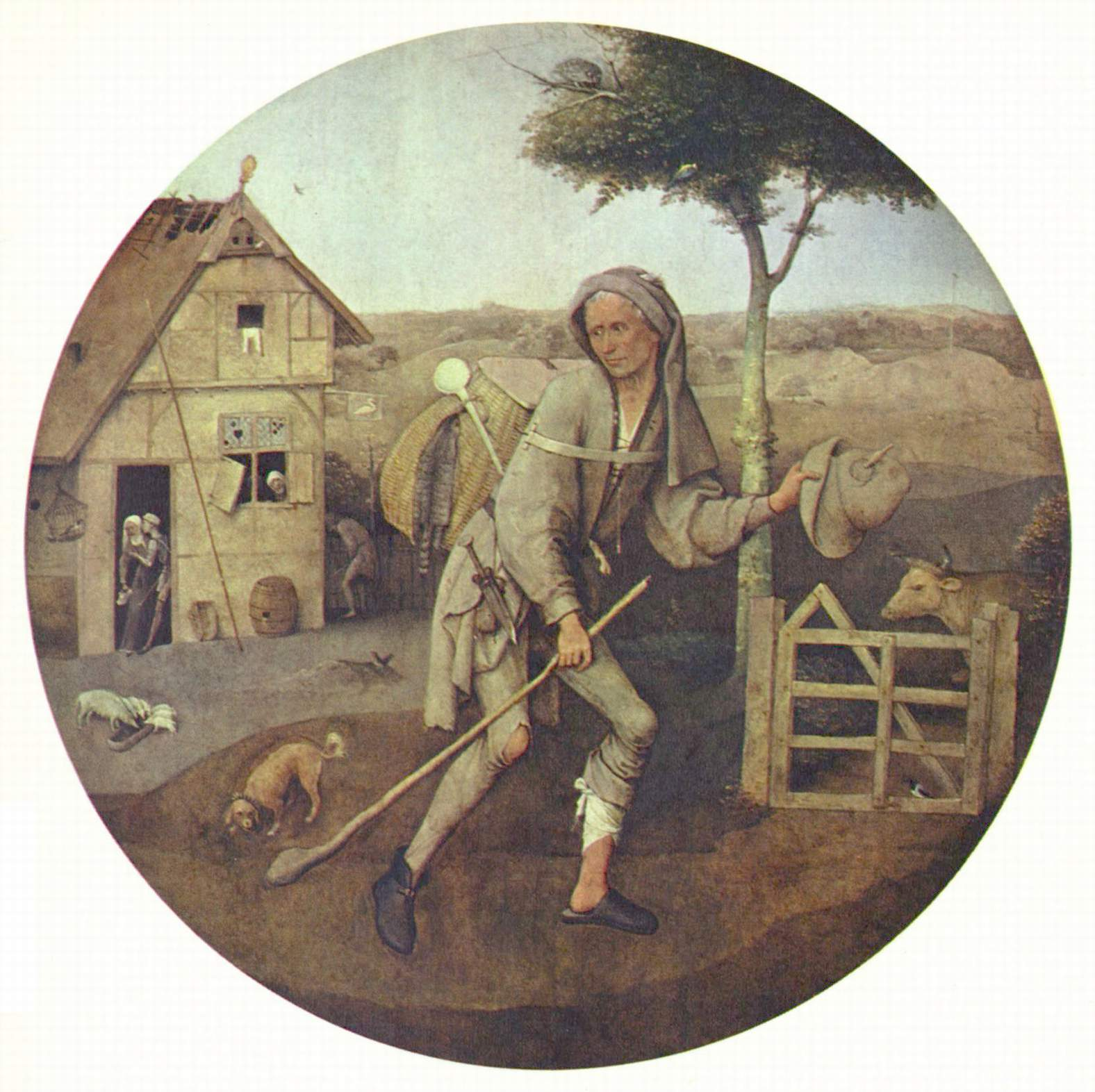
El fill pròdig d'El Bosch
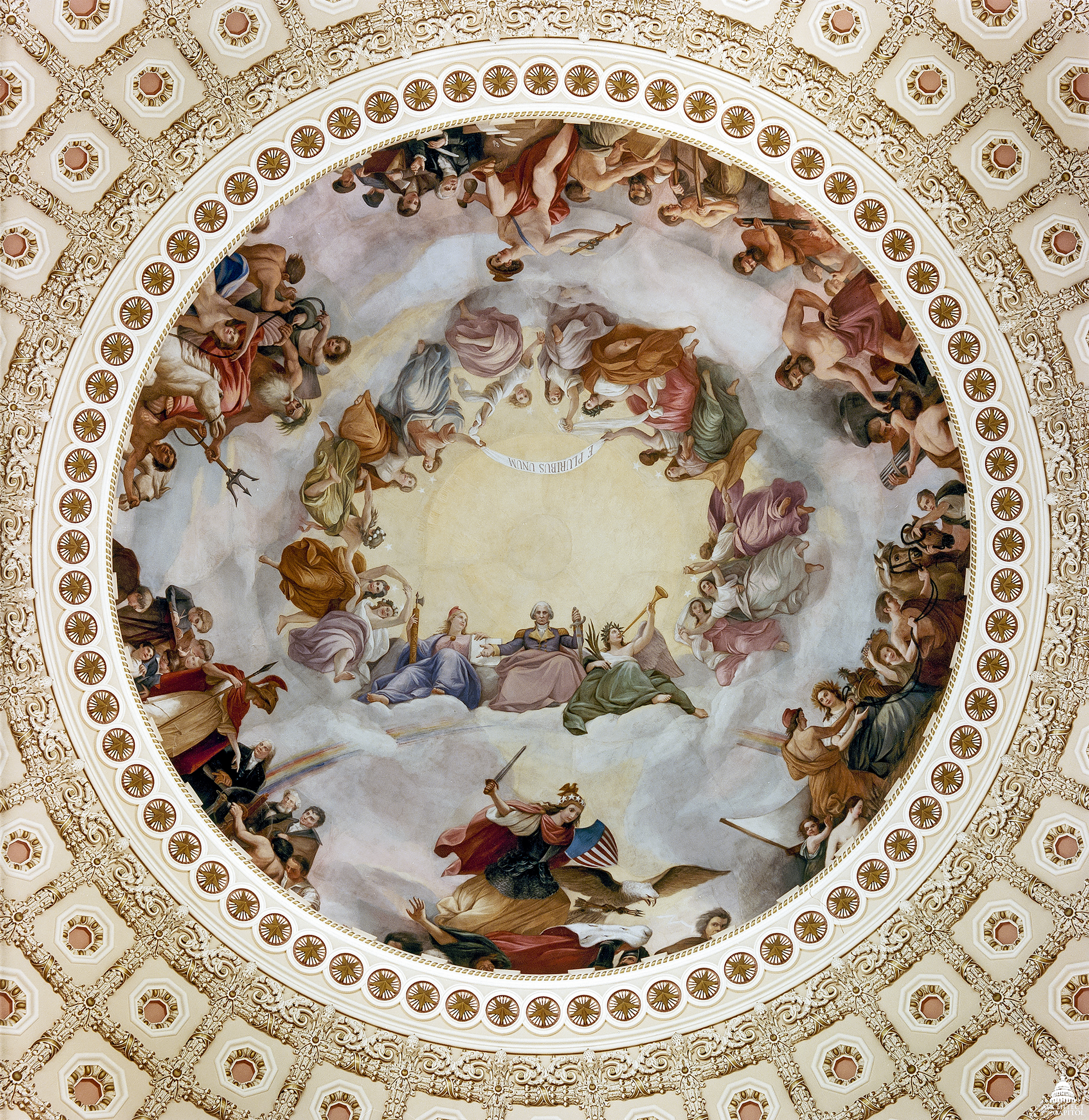
Apoteosi de George Washington
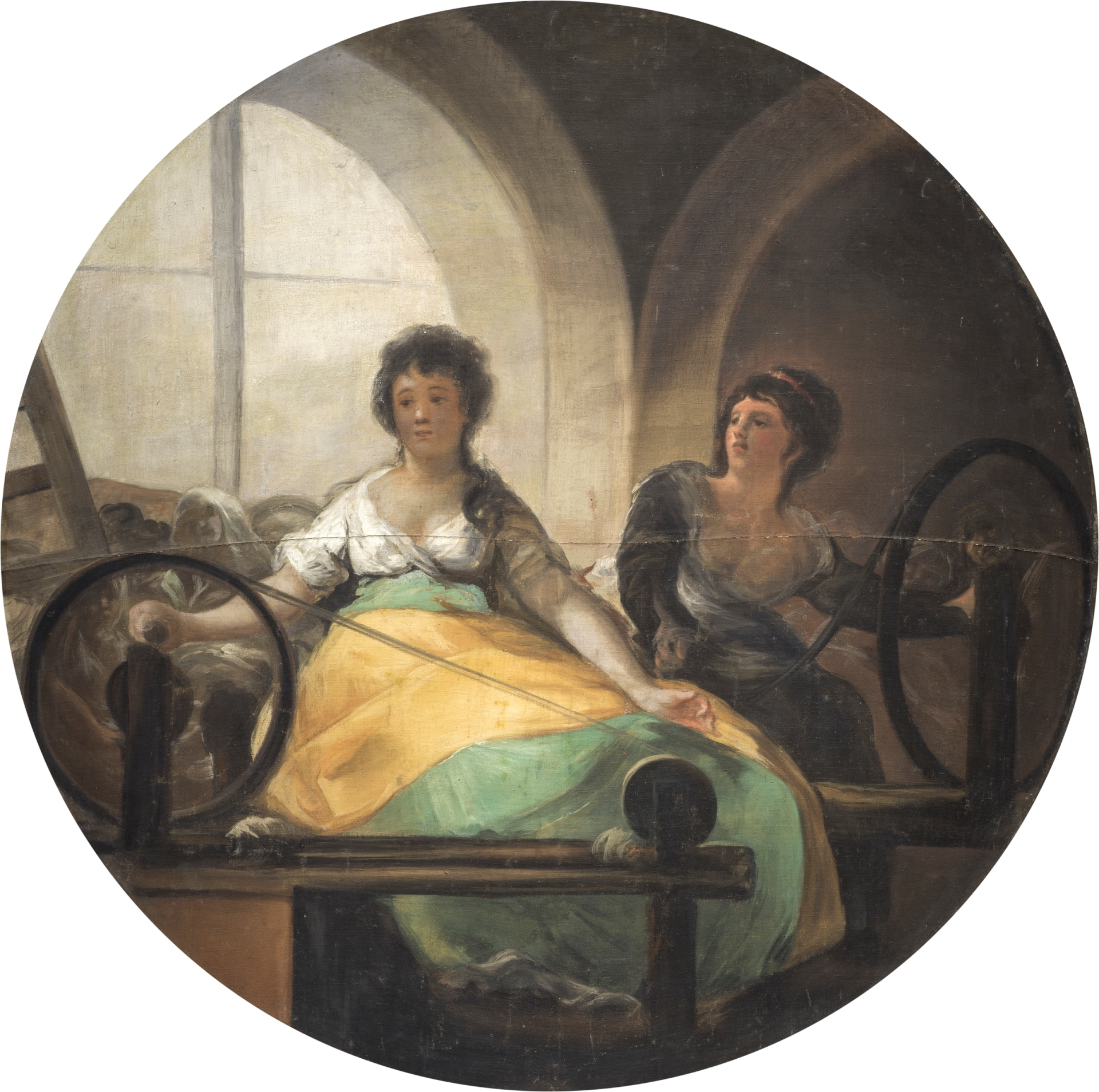
Al·legoria de la indústria, de Francisco de Goya
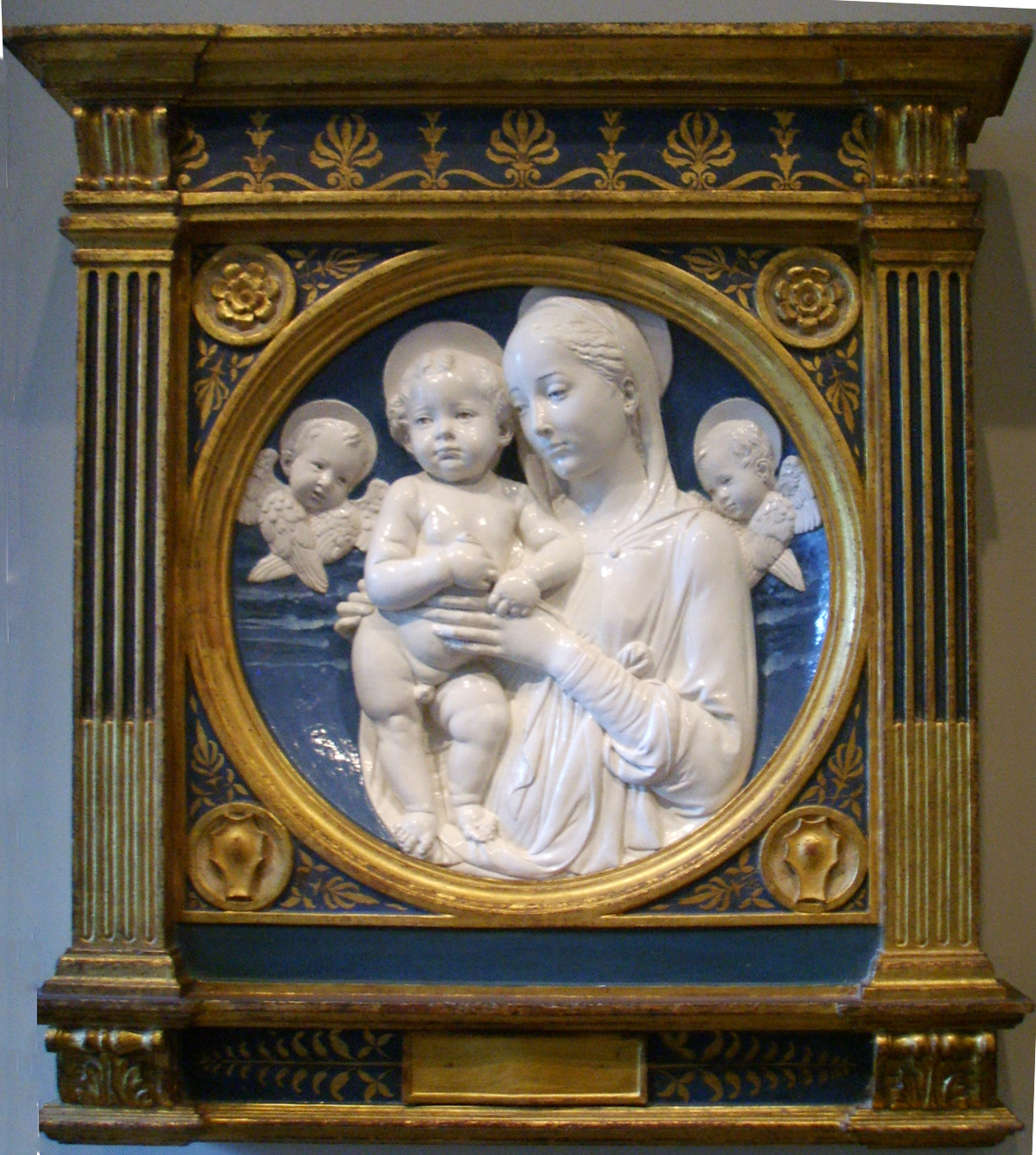
Tondo d'Andrea della Robbia